# 1920年香港
|        | 香港歷史 \| 香港歷史年表                                                                                                   |
| 世紀： | 19世紀香港 \| 20世紀香港 \| 21世紀香港                                                                                     |
| 年代： | 1890年代香港 \| 1900年代香港 \| 1910年代香港 \| 1920年代香港 \| 1930年代香港 \| 1940年代香港 \| 1950年代香港               |
| 年份： | 1916年香港 \| 1917年香港 \| 1918年香港 \| 1919年香港 \| 1920年香港 \| 1921年香港 \| 1922年香港 \| 1923年香港 \| 1924年香港 |
| 紀年： | 庚申年（猴年）、香港開埠79周年                                                                                             |

## 政府
- 領導人：
  - 第16任香港總督：司徒拔爵士
- 本年數據：
  - 港英政府的財政收入為1,469萬，支出1,449萬。[1]
  - 總人口為83.88萬人，外國人佔1.94萬名。[1]

## 大事記

### 1月
- 1月10日——港督司徒拔成立委員會，研究如何發展香港經濟及預防颱風成災。
- 1月16日——香港大學向前港督梅含理及輔政司施勳頒發名譽法學博士學位。

### 2月
- 2月3日——油麻地避風塘拾獲女屍。
- 2月3日——石塘咀南華公司倉庫發生大火，釀成43死10傷[2]，至今為香港第9多人死亡火災，損失約150萬港元。

### 3月
- 3月21日——和平紀念執行委員會於香港會所旁動工興建和平紀念碑。

### 4月
- 4月3日——香港船塢華人機工進行罷工。
- 4月10日——香港電車機工發動罷工。

### 5月
- 5月1日——廣州、香港工人在廣州東園舉行五一節紀念大會，與會者1,000餘人，是晚舉行提燈會，沿街巡遊者達5萬餘人[3]:1215。

### 6月
- 6月10日——羅馬尼亞皇太子訪港。

### 10月
- 10月5日——元朗博愛醫院建成啟用。

### 11月
- 11月28日——孫中山由上海赴廣州，並途經香港，本港各界熱烈歡迎。

### 12月
- 12月5日——南華遊樂會易名南華體育會。

## 出生人物
- 11月26日——易文——香港導演（逝世於1978年）